# مرجانيات مجعدة
المرجانيات المجعدة (الاسم العلمي: Rugosa)، وتسمى أيضا المرجانيات الرباعية (الاسم العلمي: Tetracorallia)، وهي رتبة منقرضة من الشعاب المرجانية الانفرادية والاستعمارية. كانت منتشرة في فترة الأوردوفيشي الأوسط وحتى اواخر العصر البرمي.